# 住田光学ガラス
株式会社住田光学ガラス（すみたこうがくガラス）は、埼玉県さいたま市浦和区に本社をおく光学ガラスメーカー。

## 概要
光学ガラスの原材料（ガラス材料、ファイバー素線他）から中間製品（光学部品）、最終製品（光学デバイス、内視鏡部品）までの一貫生産体制を確立。
高性能特殊光学ガラス製品（蓄光ガラス）を世界で初めて製造したことで知られる。光ファイバー製造では国内シェア60％を占める。
高度な精密加工技術を生かした極細内視鏡も製造。

## 沿革
- 1953年（昭和28年） - 住田光学硝子製造所を設立。
- 1988年（昭和63年） - 住田光学ガラスに社名変更。
- 2004年（平成16年） - 明仁天皇が浦和工場を視察[2]。
- 2005年（平成17年） - ドイツ・ニュルンベルクに現地法人「Sumita Optical Glass Europe, GmbH」を設立。
- 2014年（平成26年） - 消防防災科学技術賞の優秀賞を受賞。
- 2018年（平成30年） - 経済産業省の「地域未来牽引企業」に選定。
- 2018年（平成30年） - 中国・広東省東莞市に現地法人「住田光学（東莞）有限公司」を設立。